# Барнардский колледж
Ба́рнардский ко́лледж (англ. Barnard College) — частный женский гуманитарный колледж на Манхэттене. Основан в 1889 году. С 1900 года аффилирован с Колумбийским университетом, является одним из четырёх колледжей Колумбийского университета, присуждающих степень бакалавра. Входит в ассоциацию семи старейших и наиболее престижных женских колледжей на восточном побережье США. В 2012 году в рейтинге лучших гуманитарных вузов США по версии U.S. News & World Report Барнард-колледж занял 33-е место.

## История
Барнард-колледж был основан в 1889 году с целью обеспечить базовое образование для женщин, сопоставимое по качеству с Колумбийским университетом и других высших школ Лиги плюща. На обучение в Колумбийский университет допускали только мужчин на бакалаврские программы вплоть до 1983 года. Колледж получил своё название в честь Фредерика Августа Портер Барнард, американского педагога и математика, который работал в качестве десятого президента Колумбийского колледжа с 1864 по 1889 год. Он отстаивал равные права для мужчин и женщин, выступал за желательное раздельное обучение для мальчиков и девочек, и выступал в 1879 году за признание прав женщин на высшее образование в Колумбийском университете. Попечительский совет неоднократно отклонял предложение Барнарда, но в 1883 году университет пообещал создать подробный план обучения для женщин. Первая женщина-выпускница получила степень бакалавра в 1887 году. Бывшая студентка, Энни Натан Мейер, и другие известные Нью-Йоркские женщины убедили правление в 1889 году создать женский колледж, объединив его с Колумбийским университетом.

## Отношения с Колумбийским университетом
Барнард описывает себя «как самостоятельное образовательные учреждения и официальный колледж Колумбийского университета», и советует абитуриентам при составления резюме писать «Барнард-колледж, Колумбийский университет» или «Колледж Барнарда Колумбийского университета». Колумбийский университет описывает Барнард-колледж как аффилированную организацию, как факультет университета или колледж, выступающий «в партнёрстве» с ним. Академический журнал описывает Барнард как бывшего партнера, ставшего школой в пределах университета. Facebook включает студентов и выпускников Барнард-колледжа в группу Колумбийского университета по интересам. И Барнард-колледж и Колумбийский университет оценивают колледж как факультет пребывания, и выпускники Барнарда получают дипломы Колумбийского университета, подписанные президентами Барнарда и Колумбийского университета.

## Известные выпускники и преподаватели
- См.: Категория:Барнард-колледж